# R-7 Semiorka

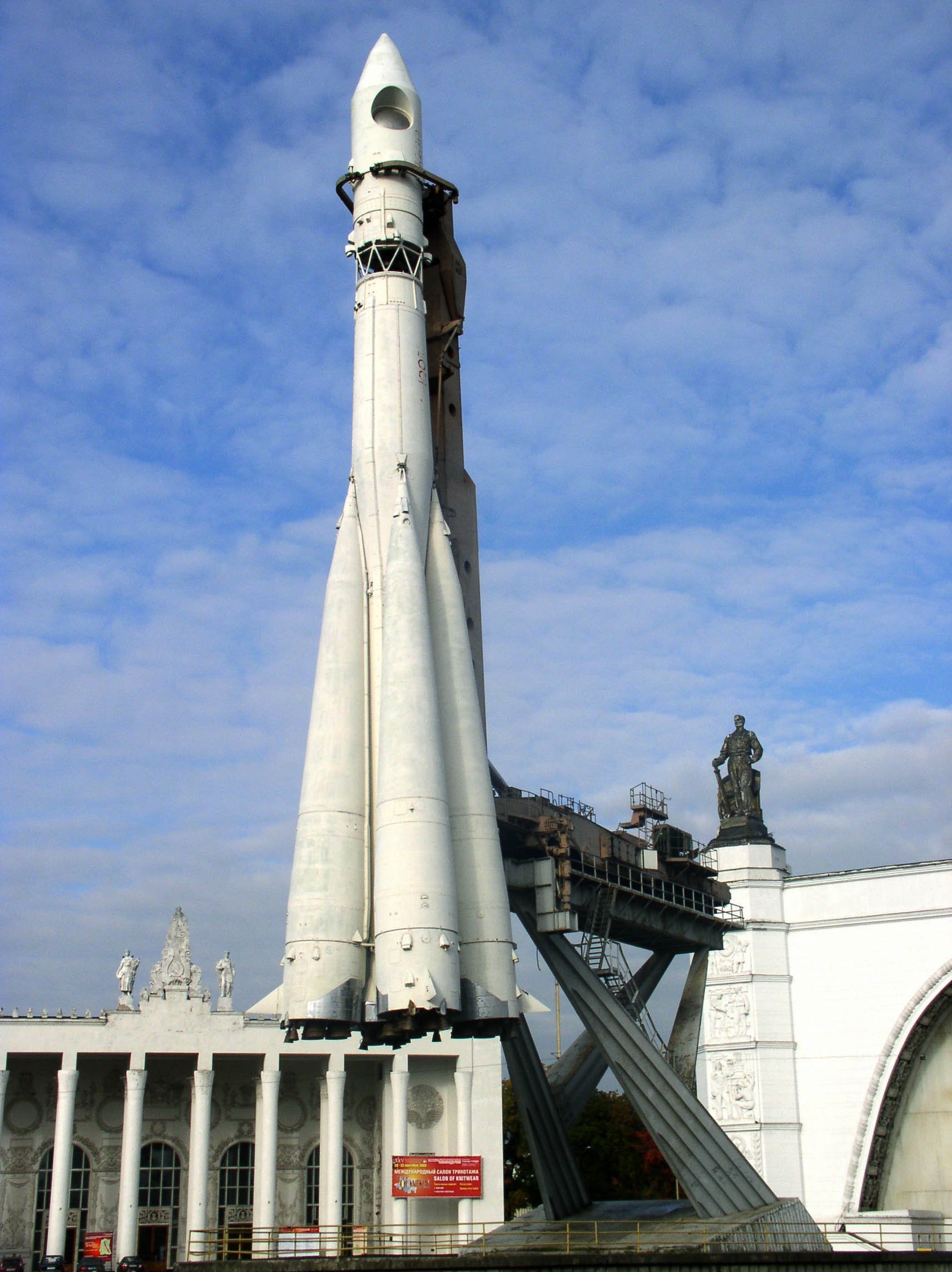
R-7 Semiorka

R-7 Semiorka (rusă: Р-7 "Семёрка", DIA: SS-6, NATO: Sapwood ) a fost prima rachetă balistică intercontinentală sovietică, fiind în serviciu din 1959 până în 1968.